# 李重耀
李重耀（1925年5月25日—2013年11月27日），臺灣桃園市龜山區人，臺灣建築師，以修復總統府等建物、設計指南宮凌霄寶殿等廟宇、遷建林安泰古厝等歷史建築聞名。

## 生平
李重耀出生於桃園市龜山區，學歷開南商工建築科，1943年受日籍校長松崎松之助推薦入臺灣總督府營繕課工作，二戰期間負責防空壕的監工。1945年臺北大空襲時，李重耀拍下總督府北面在5月31日遭轟炸後的景象，成為日後的中華民國總統府文物。
戰後時期初，李重耀擔任台灣省行政長官公署營建局技士，為與來自中國大陸的土木匠師溝通還去學校學起中華民國國語。1948年間，成為中華民國總統府的臺灣總督府建物大規模修建，李重耀任監工。之後，他又參與二次大戰期間遭轟炸毀損的監察院、立法院等公共建築的修復。他被歸類於戰後時期第一代屬於日本教育養成的建築師，編著有《建築工程術語集》。
1958年，李重耀自立門戶，成立自己的建築師事務所。1966年，李重耀設計木柵指南宮凌霄寶殿。該建物融合中國北方與南方廟宇特色、打破傳統廟宇平面式以高樓樣式呈現的特點，不只讓李重耀在臺灣廟宇設計成名，還去日本設計徐福廟。至1998年時，他初估自己設計廟宇至少在六十座以上。
1978年，受臺北市政府建管處長蔡兆銘與新工處長蕭藏文推薦，李重耀負責林安泰古厝的拆遷。後來他說這是賠本生意，全部領到的設計費只有新台幣二十幾萬，卻花了半年時間與動員三位助手與自己兒子李學忠。從此之後，李重耀又接起一件又一件的歷史建築、古蹟遷建，並透過臺灣民俗村施金山幫助，將麻豆林家古厝、柳營劉氏洋樓、新北投車站等都遷到臺灣民俗村。對這些，李重耀寫有《台灣傳統建築術語辭典》、《林安泰古厝遷建實錄》等書。
李重耀曾受內政部委託制定營建類技能檢定標準名詞，也參與營建工程鑑定制度、建立技術士證照制度等工作。1996年1月24日，中華營建基金會成立，李重耀擔任營建工程安鑑委員，受政府部門委託技術規範的訂定。
2002年11月1日，因李重耀參與林安泰古厝、倡議緩拆新北投火車站、大量修復臺灣總督府、草山行館、圓山別莊等日治時期建物，與大龍峒保安宮副董事長廖武治、護樹人廖守義獲市長馬英九頒第六屆台北文化獎。2003年，內政部建築研究所聘李重耀，教導古蹟、歷史建築物修復的培訓。年末12月24日，傳記《桁間巧師》發表。
2004年，中華民國總統府外牆整修，李重耀再度監工。次年尾，李重耀獲中華民國官方對建築師最高尊崇的傑出建築師獎。2013年11月下旬李重耀去世後，次年獲頒褒揚令。

## 外部連結
- 重耀建設的Facebook專頁